# كاتيا كاليو
كاتيا كاليو (بالفنلندية: Katja Kallio)‏ هي كاتبة سيناريو فنلندية، ولدت في 17 سبتمبر 1968 في توركو في فنلندا.

## وصلات خارجية
- كاتيا كاليو على موقع IMDb (الإنجليزية)
- كاتيا كاليو على موقع أول موفي (الإنجليزية)
- كاتيا كاليو على موقع قاعدة بيانات الفيلم (الإنجليزية)
- كاتيا كاليو على موقع كينوبويسك (الروسية)